# Prohászka József
Prohászka József (Bodrogkisfalud, 1885. szeptember 18. – Kecskemét, 1964. augusztus 11.) festő.

## Életútja
Próhászka József és Tarbay Mária fia. Az ungvári agyagipariskolában kezdte tanulmányait, majd 1912 és 1914 között a Magyar Képzőművészeti Főiskolára járt, ahol Balló Ede és Pór Bertalan voltak mesterei. Megfordult Nagybányán, ahol 1914 és 1916 között Thorma János irányításával tanult, majd 1920-tól Kecskeméten Révész Imrénél képezte magát. Négy évig teljesített katonai szolgálatot. 1923-tól szerepelt műveivel budapesti kiállításokon, számos díjjal jutalmazták. Olaszországban (Firenze), Franciaországban (Párizs) és Svédországban is kiállította műveit. 1920 és 1944 között a kecskeméti művésztelep munkatársa volt. 1948-ban grafikai műveket küldött svéd, dán és osztrák kiállításokra. Arcképei és tájképei naturalista stílusban készültek. Gyűjteményes tárlata volt 1949-ben és 1964-ben a kecskeméti Katona József Múzeumban. Képeiből őriz néhányat a Szépművészeti Múzeum és a Fővárosi Képtár. Halálát heveny szívizom-elégtelenség, keringési elégtelenség okozta. Felesége Vujovics Irma voltl, akivel 1933-ban kötött házasságot Kecskeméten.

## Díjak, elismerések
- 1923: Székesfőváros díja
- 1925: László Fülöp utazási ösztöndíj
- 1928: Diplome d’ honneur
- 1931: Mention Honorable
- Balló Ede-díj

## Egyéni kiállítások
- 1948 • Gyűjteményes kiállítás, Városi Múzeum, Kecskemét
- 1964 • Katona József Múzeum, Kecskemét
- 1975 • Katona József Múzeum, Kecskemét.

## Válogatott csoportos kiállítások
- 1923 • Az Országos Magyar Királyi Képzőművészeti Főiskola növendékei kiállítása, Ernst Múzeum, Budapest
- 1926 • Kecskeméti Műpártoló Egyesület Képzőművészeti kiállítása, Iparos Otthon, Kecskemét
- 1955 • Révész Imre és tanítványai, Katona József Múzeum, Kecskemét
- 1959 • A kecskeméti művésztelep múltja, Katona József Múzeum, Kecskemét
- 1968 • Kecskemét múltja a képzőművészetben, Katona József Múzeum, Kecskemét, Magyar Nemzeti Galéria, Budapest
- 1972 • A magyar képzőművészet 100 éve Bács-Kiskun megyei múzeumokban, Magyar Nemzeti Galéria, Budapest
- 1996 • Nagybánya művészete, Magyar Nemzeti Galéria, Budapest.

## Művek közgyűjteményekben
- Kecskeméti Képtár, Kecskemét.